# Marcelle Spira
Pour les articles homonymes, voir Spira.
Marcelle Spira, née à la Chaux-de-Fonds le 19 mars 1910 et morte le 1er avril 2006 sur l'île de Giglio en Italie, est une psychanalyste d'enfants et d'adultes, psychologue de formation.

## Formation
Elle s'exile au début de la Seconde Guerre mondiale à Buenos Aires (Argentine), où elle réalise sa formation de d'analyste, au sein d'un groupe d'analystes kleiniens, notamment Marie Langer qui fut son analyste, Enrique Pichon-Rivière, Willy Baranger et Madeleine Baranger. 
Elle revient en 1955 à Genève, lorsque la pratique de la psychanalyse en Argentine devient réservée aux médecins. Encouragée notamment par Raymond de Saussure, lui-même revenu des États-Unis en 1952 et désireux de favoriser la diffusion de la psychanalyse en Suisse, Marcelle Spira contribue à promouvoir les conceptualisations kleiniennes dans le cadre de la Société suisse de psychanalyse, invitant Melanie Klein pour une série de conférences et de supervisions en 1957, ainsi que des personnalités kleiniennes, Hanna Segal, Betty Joseph, Herbert Rosenfeld, Esther Bick, Donald Meltzer notamment. Elle a marqué nombre de psychanalystes chevronnés, kleiniens ou non, ou en formation, tels Jean-Michel Quinodoz, Danielle Quinodoz, Jean Bégoin, et d'autres, par sa finesse clinique et son originalité interprétative. 
En 1981, elle interrompt sa pratique à Genève et s'installe sur l'île de Giglio, en Toscane, tout en poursuivant son activité de superviseuse et son enseignement, elle y meurt en 2006.

## Ouvrages
- Aux sources de l'interprétation, préface d'Olivier Flournoy, Delachaux et Niestlé éd. 1993;  (ISBN 2-603-00918-4)
- Créativité et Liberté psychique, préface de Serge Lebovici, Lyon, Césura, 1985,  (ISBN 2-905709-00-6)
- (it) L'Idealizzazione, Franco Angeli, Milano, 2005, publié en italien, traduit et réalisé par M.Lambert, R.Locatelli, G.Occhi,  (ISBN 8846462645)